# La Petite-Raon
La Petite-Raon település Franciaországban, Vosges megyében. Lakosainak száma 737 fő (2022. január 1.). La Petite-Raon Celles-sur-Plaine, Le Mont, Moussey, Senones és Vieux-Moulin községekkel határos.

## Népesség
A település népességének változása:
| Lakosok száma | 810  | 760  | 765  | 751  | 745  | 742  | 739  | 739  | 737  |
|               | 2013 | 2015 | 2016 | 2017 | 2018 | 2019 | 2020 | 2021 | 2022 |